# Пояса освещённости
Пояса освещённости — части поверхности Земли, ограниченные тропиками и полярными кругами и различающиеся по условиям освещённости. Формирование пяти поясов освещённости вызвано наклоном оси вращения Земли к плоскости орбиты и движением Земли вокруг Солнца. Пояса отличаются высотой полуденного Солнца над горизонтом, продолжительностью дня и, следовательно, тепловыми условиями. Так же от поясов зависит длина солнечного дня.

## Тропический
Между тропиками расположен тропический пояс; здесь дважды в году (а на тропиках — раз в году) можно наблюдать полуденное Солнце в зените.

## Полярные
От полярного круга до полюса в каждом полушарии лежат полярные пояса; здесь бывают полярный день и полярная ночь.                                                                                            

## Умеренные
В умеренных поясах, находящихся в Северном и Южном полушариях между тропиком и полярным кругом, Солнце в зените не бывает, полярный день и полярная ночь не наблюдаются